# Světlana Chorkinová
Světlana Vasiljevna Chorkinová (rusky: Светлана Васильевна Хоркина, narozená 19. ledna 1979, Bělgorod, SSSR, dnes Ruská federace) je bývalá ruská sportovní gymnastka.
Na olympijských hrách vybojovala celkem sedm medailí, z toho dvě zlaté. Z mistrovství světa si celkově přivezla 20 medailí, z toho devět zlatých, čímž se řadí mezi nejúspěšnější gymnastky své éry. Vrcholově závodila více než deset let, během nichž došlo ke třem změnám v systému bodování soutěží.
V roce 2003 zvítězila ve finále víceboje na MS, ve věku 24 let, čímž se zařadila po bok československé gymnastky Věry Čáslavské jako druhá nejstarší mistryně světa v historii sportovní gymnastiky. Nejstarší mistryní světa je doposud Ruska Larisa Latyninová, která zvítězila ve věku 27 let (rok 1962).
Svým uměleckým projevem byla výjimečná, stejně jako novými tanečními figurami. Často se však stávala terčem kritiky za nesportovní chování. Označovala se také za skutečnou vítězku soutěží, na kterých nevyhrála, pro horší bodové hodnocení jejího výkonu rozhodčími.
Měří 165 cm, což je v ženské gymnastice více než průměrný vzrůst. Jejím dlouhodobým trenérem byl Boris Pilkin. Nejoblíbenějším nářadím byla bradla, na kterých získala obě olympijská zlata a pět titulů mistryně světa. Stala se také první gymnastkou v historii, která vyhrála třikrát titul světové šampiónky ve víceboji.

## Osobní život
V listopadu 1997 nafotila sérii fotek pro ruskou verzi časopisu Playboy.
Po ukončení aktivní kariéry se stala viceprezidentkou Ruské gymnastické federace (prosinec 2004). V březnu 2007 byl v jejím rodném městě Bělgorodě otevřen sportovní komplex Světlany Chorkinové při zdejší univerzitě. V parlamentních volbách roku 2007 byla zvolená do dolní komory parlamentu Státní dumy za politickou stranu Jednotné Rusko, jejímž lídrem je Vladimir Putin. Jako poslankyně je mj. místopředsedkyní Výboru pro mládež.
V dubnu 2008 byl vydán její životopis Somersaults on High Heels (Salta na vysokých podpatcích). 
K roku 2010 byla svobodná, v červenci 2005 se jí narodil v Los Angeles syn Vladislav (získal tak automaticky americké občanství).